# Tipula (Lunatipula) pendula
Tipula (Lunatipula) pendula is een tweevleugelige uit de familie langpootmuggen (Tipulidae). De soort komt voor in het Palearctisch gebied.